# Middle Island (Saint Kitts e Nevis)
Middle Island è un villaggio di Saint Kitts e Nevis, situato nell'isola di Saint Kitts, capoluogo della parrocchia di Saint Thomas Middle Island.